# Пилява (гмина)
Пилява (пол. Pilawa) — гмина (волость) в Польше, входит как административная единица в Гарволинский повет, Мазовецкое воеводство. Население — 10 432 человека (на 2004 год).

## Демография
| Перепись                       | Всего   | Всего | Женщины | Женщины | Мужчины | Мужчины |
| ------------------------------ | ------- | ----- | ------- | ------- | ------- | ------- |
| Единицы                        | человек | %     | человек | %       | человек | %       |
| Население                      | 10 432  | 100   | 5302    | 50,8    | 5130    | 49,2    |
| Плотность населения (чел./км²) | 135     | 135   | 68,6    | 68,6    | 66,4    | 66,4    |

## Сельские округа
1. Гоцлав
2. Язвины
3. Калёнка
4. Липувки
5. Лучница
6. Несадна
7. Пузнувка
8. Тромбки
9. Выгода
10. Желязна

## Соседние гмины
1. Гмина Гарволин
2. Гмина Колбель
3. Гмина Осецк
4. Гмина Парысув
5. Гмина Сенница